# Bergschule Hochwaldhausen
Die Bergschule Hochwaldhausen war eine zwischen 1921 und 1929 bestehende Reformschule im hohen Vogelsberg. Sie stand unter der Leitung von Otto Hermann Steche (1879–1945). Bereits von 1912 bis 1920 hatte sich an gleicher Stelle die Dürerschule befunden. Bekannt geworden ist die Bergschule auch durch ihre beiden Schüler Klaus und Erika Mann.

## Entstehung
Ende 1920 war die Dürerschule in Hochwaldhausen als Folge eines Skandals geschlossen worden. Ihr Leiter Georg Hellmuth Neuendorff war kurz zuvor des sexuellen Missbrauchs an mehreren Schülerinnen überführt worden.
Viele ehemalige Schüler der Dürerschule bedauerten die Auflösung der Schule, die für sie über mehrere Jahre eine Heimat dargestellt hatte. Unter ihnen war auch Siegfried Streckfus, der mittlerweile an der Johann Wolfgang Goethe-Universität Frankfurt am Main studierte. Sein Professor Otto Steche kannte Hochwaldhausen noch von früheren Ferienaufenthalten. Streckfus konnte ihn für eine Neugründung der Schule gewinnen.
Anfang 1921 kaufte Otto Steche die Liegenschaften der Dürerschule in Hochwaldhausen und eröffnete eine neue Schule, die Bergschule. Nach dem Ende der Inflation von 1923 gelang der Ankauf des leerstehenden Kurhotels Zum Felsenmeer in Hochwaldhausen, das für Schulzwecke umgebaut wurde (Lage).

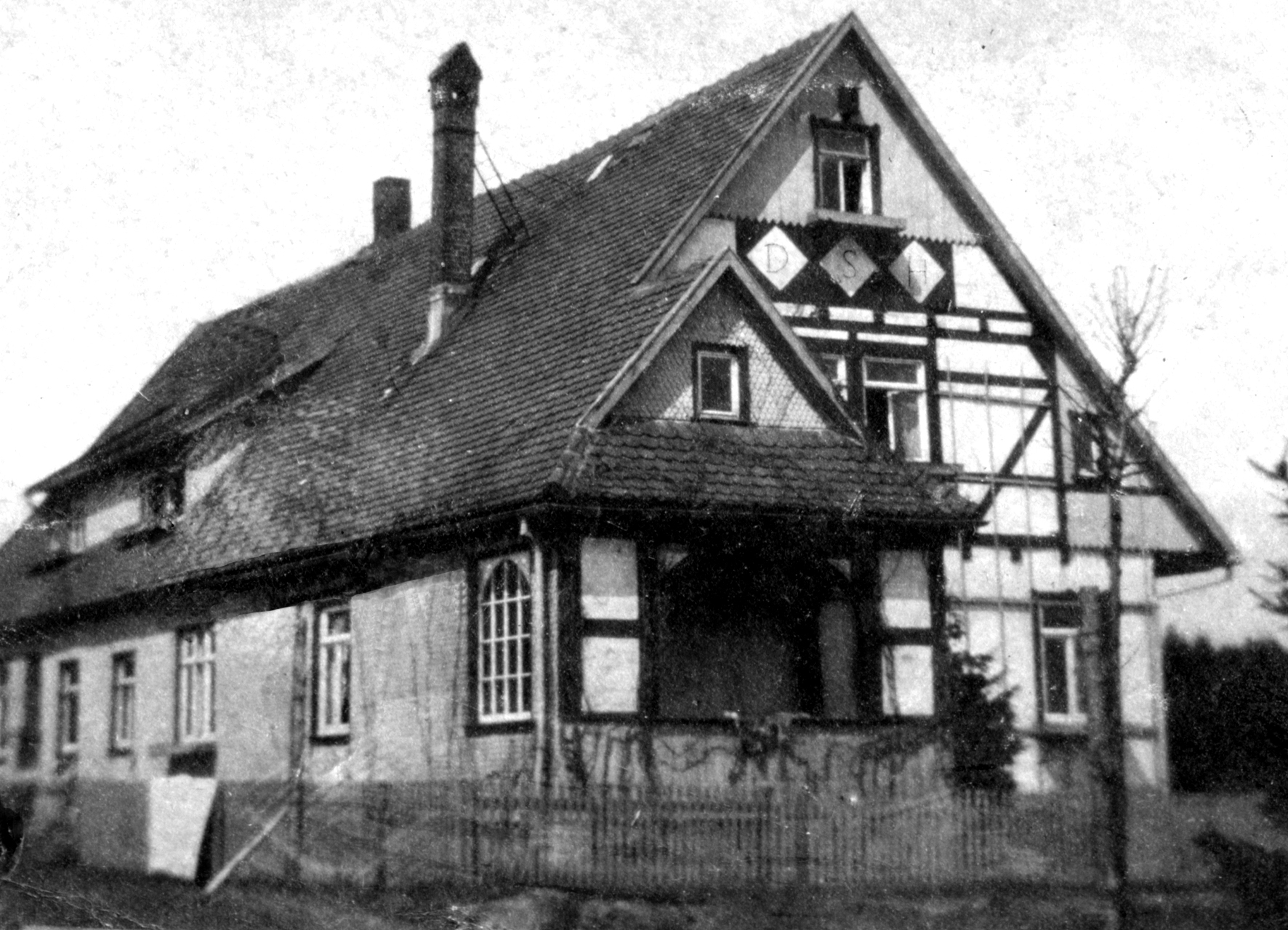
Das Gebäude der Dürerschule wurde auch von der Bergschule weiter genutzt

## Pädagogisches Konzept und Schulbetrieb
Wie ihre Vorgängerin war die Bergschule eine Internatsschule. Im Unterschied zur Dürerschule stand aber der Arbeitsschulgedanke im Mittelpunkt. Gepflegt wurde die Fertigkeit im Handwerk, in der Landwirtschaft und im Gartenbau. Der weitere Lehrplan war der eines Reformgymnasiums. Gegen ein Entgelt standen die Schulgebäude darüber hinaus während der Sommerferien als Erholungsheim für Dozenten der Frankfurter Universität zur Verfügung. Prägend war eine Gemeinschaftsideologie mit Anklängen an die Völkische Bewegung.
Zu den an der Bergschule vorübergehend tätigen Lehrkräften gehörte Walter Ackermann.

## Zwei prominente Schüler
Wie schon im Fall der Dürerschule, so wurde auch die Bergschule vornehmlich von Kindern des gehobenen Bildungsbürgertums besucht. Berühmtheit erlangte die Reformschule in dem kleinen Vogelsbergort dadurch, dass Klaus und Erika Mann, zwei Kinder von Thomas Mann, rund ein Vierteljahr lang zu ihrer Schülerschaft gehörten.
In München hatten Klaus und Erika Mann zu einer Jugendbande, der sogenannten „Herzogpark-Bande“, gehört. Wegen ihrer zum Teil sehr boshaften Streiche entschied sich Vater Thomas Mann dazu, seine beiden Kinder zunächst vorübergehend in ein Internat auf dem Land zu schicken. Die Wahl fiel dabei wohl nicht zufällig auf Hochwaldhausen, da Thomas Mann bereits die Gründung der Dürerschule öffentlich unterstützt hatte.
Von April bis Juli 1922 besuchten Klaus Mann und seine Schwester Erika die Bergschule. Klaus Mann beschrieb diese Zeit in seiner 1942 im amerikanischen Exil veröffentlichten Autobiographie The Turning Point (dt.: Der Wendepunkt). Rückblickend kritisierte er die bereits zum Nationalsozialismus weisenden nationalistischen und völkischen Einstellungen etlicher Mitschüler. Außerdem verkörperte der schon fast fünfzigjährige Steche nicht gerade einen Vertreter der Jugendbewegung. Doch Klaus Mann fand auch Gefallen an der Schülergemeinschaft in dem „Komplex bescheidener Holzhäuser und Bungalows in herb-idyllischer Landschaft“. 
Bereits nach vier Monaten verließen beide die Bergschule wieder, nachdem die oberen Klassen wegen des „anarchistischen“ Ungehorsams der älteren Schüler aufgelöst wurden. Klaus Mann besuchte anschließend die Odenwaldschule bei Heppenheim, Erika Mann das Luisengymnasium in München.

## Ende der Bergschule
Wahrscheinlich aufgrund wirtschaftlicher Schwierigkeiten wurde die Bergschule im Jahr 1929 aufgelöst. Auch das zunehmende Alter Steches könnte eine Rolle gespielt haben. Eine neue Reformschule am Standort Hochwaldhausen entstand nicht mehr. Die bis heute erhaltenen Schulgebäude wurden Wohn- und Hotelzwecken zugeführt.